# Первые испанские трагедии
«Первые испанские трагедии» — сборник, изданный в 1577 году профессором богословия Саламанкского университета Херонимо Бермудесом. Включал две пьесы, «Нисе злосчастная» и «Нисе увенчанная». Первая из них — переработка трагедии португальца Антониу Феррейры «Инес де Кастро», рассказывающей о возлюбленной принца Педру, которую убили по приказу короля; вторая — оригинальное произведение Бермудеса, в котором Педру становится королём и мстит за любимую. Драматург подражал Сенеке, сохраняя единство действия и стараясь «устрашить» зрителя.